# Coos Bay

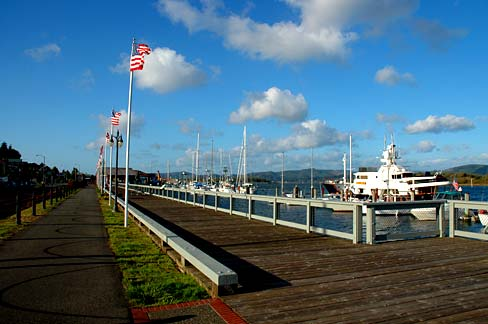
A móló

Coos Bay (coos nyelven Atsixiis) az Amerikai Egyesült Államok északnyugati részén, Oregon állam Coos megyéjében, Birodalmi-tavak, a Merritt-tó, az Upper Pony Creek Reservoir és egyéb vízfolyások mellett helyezkedik el. A 2010. évi népszámláláskor 15 967 lakosa volt, ezzel a régió legnépesebb települése. A város területe 41,18 km², melyből 13,73 km² vízi.

## Történet

### Őslakosok
A Coos-öbölben az európaiak ideérkezése előtt már több ezer éve éltek indián törzsek. A területet hazájuknak tekintő coos, alsó-umpqua, siuslaw és coquille csoportok a környék vizein, mezőin és erdeiben halásztak, vadásztak és gyűjtögettek.
Brit és spanyol felfedezők először körülbelül 400 éve kötöttek ki a déli partoknál. 1579-ben az Arago-foknál Sir Francis Drake állítólag tárolóhelyet keresett Golden Hinde hajójának. Ezzel egy időben a régióban tartózkodott Jedediah Smith szőrmekereskedő; a Hudson’s Bay Company a belföldi kereskedőutak felkutatásával Alexander Roderick McLeodot bízta meg.

### 19. század
Az első európai–amerikai település 1852 januárjában jött létre itt, amikor a Captain Lincoln hajótörésének túlélői a rakomány kimentéséig létrehozták a Castaway-tábort. Az első állandó várost (Marshfield) 1853-ban létesítették, nevét az alapító, J. C. Tolman massachusettsi szülővárosa után kapta. 1857-ben megépült az első metodista templom, 1866-ban pedig a tengerből élő lakosok az Arago-csúcson világítótornyot emeltek. A postahivatal 1871-ben jött létre, majd egy évvel később a Coos Bay Wagon Road elérte a települést, ezzel egyszerűen elérhetővé vált az Umpqua-folyó völgye, a szomszédos Douglas megye és a hegyek túlsó felén fekvő városok is. A mai 42-es út egy szakaszán a kereskedőút nyomvonalát követi.
1869-ben itt alapították meg Oregon 48. szabadkőműves szervezetét (Blanco Lodge), amelyet Marshfield alapítói hoztak létre, ezzel 1874-ben a település városi rangot kapott. A legrégebbi, ma is üzemelő fűrésztelepek közé tartozó Nelson Machine Works-Coos Bay Iron Works 1888-tól üzemel.

### 20. század

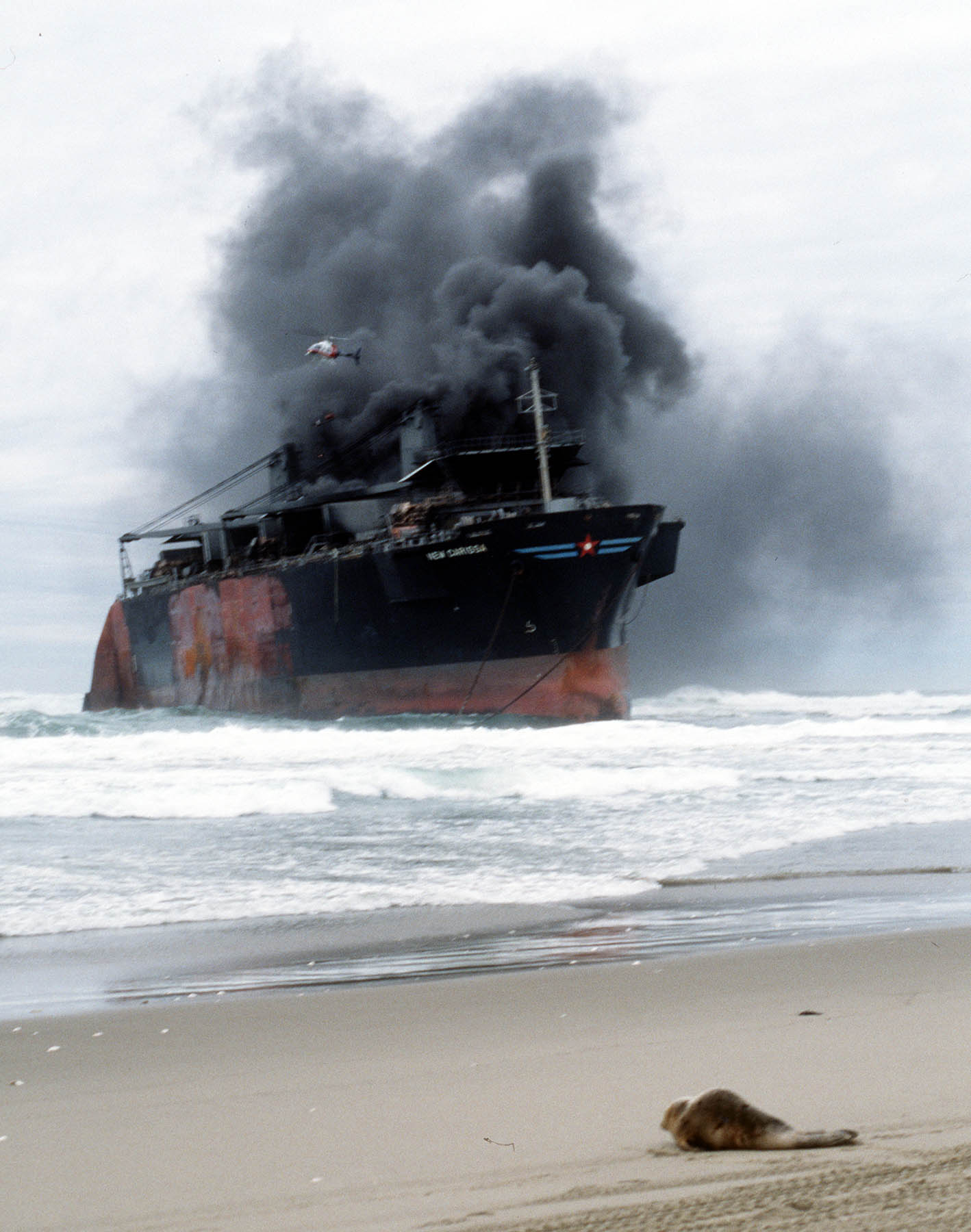
A lángoló New Carissa

Oregon történelmének egyetlen feljegyzett lincselése 1902-ben történt, melynek áldozata az afroamerikai Alonzo Tucker volt, akit egy fehér nő megerőszakolásával vádoltak és megszökött a börtönből, habár a szökésről nincs írásos bizonyíték. A férfit egy 200–300 tagból álló csapat kétszer meglőtte, majd holttestét a Hetedik utcai hídra lógatták fel; a ma a területen lévő Aranymezőn gimnáziumi labdarúgó-mérkőzéseket rendezenk. A lincselők ellen nem emeltek vádat; a helyi újság szerint a tüntetés „csendes és szabályszerű” volt, Tucker halálát pedig fulladás okozta.
1915 környékén a partvidéken és a folyókon való nehézkes átkelés miatt a régió Oregon többi részétől erősen izolálva volt; ezek áthidalására a Csendes-óceánon közlekedtek, így San Francisco két nap alatt elérhető volt. 1916-ban elindultak az első vonatok, melyeknek köszönhetően a kereskedelem és a turizmus is fejlődésnek indult.
Az első jelentős népességnövekedés az 1920-as években volt, az 1930-as és 1950-es évek között pedig még nagyobb arányú volt. Az Oregon Bay-i Kereskedelmi- és Iparkamara szerint „a hajógyárak a kormány megbízásából a második világháborúval kapcsolatos védelmi célokra aknakeresőket és mentővontatókat gyártottak. A helyi faipari cégek a következő két évtizedben jelentős növekedésnek indultak. Charleston növekedését a mólók bővítése, a kereskedelmi halászat és a rákászás alakította. A North Bend híd (ma McCullough emlékhíd) 1936-os elkészülte és a Roosevelt Highway nagy mértékben hozzájárultak a modern közlekedési módok helyi elterjedéséhez, valamint megvalósították a Coos régió külvilággal való végleges összekötését. A korábbi távoli kerület végül kifejlődött.”
Az egykor a mai település középső részén elterülő Marshfield lakosai 1944-ben döntöttek a névváltoztatás mellett, így a város neve utal földrajzi helyére.
1999. február 4-én a japán New Carissa a Coos-öböltől 4,3 km-re északra zátonyra futott, ezzel a régió nemzetközi hírnévre tett szert. A hajó a Coos Bay-i öbölbe tartott az exportálásra szánt faáru felrakodásához. Miután a kapitány megtudta, hogy az időjárás nem teszi lehetővé a kikötőbe való behajózást, a helyben való lehorgonyzás mellett döntött; a legénység egy horgonyt vetett ki, melynek lánca túl rövid volt. Az USA partiőrségének vizsgálata alapján a vállalat több szempontból is rosszul kezelte a helyzetet, így a balesetet emberi mulasztás okozta. A hajó üzemanyagtartályából 260 hektoliter üzemanyag szivárgott ki, később pedig további 625–965 hektolitert semmisítettek meg. A hajótat a vízben maradt, a testet pedig nyílt vízre vontatták, majd a tűz miatti szétválás után elsüllyedt. A hajótatot 2008-ban végül feldarabolták és elszállították.

### 21. század
Oregon legtöbb halálos áldozattal járó tűzesete 2002. november 25-én történt, amikor egy helyi autókereskedés lángra kapott. Az oltás közben három tűzoltó (Randy Carpenter kapitány, valamint Robert „Chuck” Hanners és Jeff Common tűzoltók) életét vesztette, miután egy robbanás következtében az épület teteje a bent tartózkodó tűzoltókra zuhant.

## Földrajz és éghajlat

### Városrészek
Marshfield kerület a történelmi belvárost és az üzleti negyedet foglalja magában; Empire és Eastside a 20. századi Coos Bayhez való csatolásuk előtt önálló települések voltak. A körzetben számos, védett épület található, például a Carnegie Könyvtár, a Chandler Hotel, az Egyiptomi Színház és a Tioga Hotel. A kerületi vízpartnál kikötő, kerékpárút és a környék történelmét bemutató panelokat kiállító pavilonok találhatók.
Milner Crest kerület egy a 20. század közepén létrejött lakóövezet, amely a Mingus Parktól és Marshfield negyedtől északra, az öböl melletti domb gerincén fekszik. A város egészségügyi intézményeinek nagy része itt működik.
Eastside-ot elhelyezkedése miatt először East Marshfieldnak hívták. East Marshfield postahivatalát 1891-ben alapították, majd megszakításokkal 1908-ig működött, amikor a helység nevét Eastside-ra módosították.  Coos Bay és Eastside 1983-ban egyesült. A kerület főként lakóövezetként szolgál; itt található a Millicoma Középiskola, valamint a Millicoma-mocsár, ahol sétányokat építettek ki, illetve egy csónakdokk is.
A mai Empire városrész (coos nyelven Hanisich) egykor Empire City néven önálló település volt, amelyet 1853-ban alapítottak a Jacksonville-ben működő  Coos Bay Company tulajdonosai, és abban reménykedtek, hogy a régió központjává válik. A vállalatot azután alapították, hogy Észak-Kaliforniában és Dél-Oregonban aranyat találtak; Empire City ekkor Coos megye székhelye volt. Az első postahivatal (Elkhorn néven) 1853–54 között működött; a mai megye területén ez volt az első ilyen intézmény, habár a terület akkoriban még Umpqua megyéhez tartozott. Empire City postáját 1858-ban hozták létre és 1894-ig működött, a közösséget ekkor Empire-re nevezték át. 1956-ban a lakosok a Coos Baybe olvadás mellett voksoltak. Ma a kerületben található a Madison Általános Iskola, a Sunset Középiskola és a Cape Arago Highway mentén fekvő üzleti negyed.

### Éghajlat
A melegrekord (38,9 °C) 2009. szeptember 22-én, a hidegrekord (-10,6 °C) pedig 1990. december 19-én dőlt meg.
A Köppen-skála alapján a város éghajlata meleg nyári mediterrán (Csb-vel jelölve). A legcsapadékosabb a november–január-, a legszárazabb pedig a július–augusztus időszak. A legmelegebb hónap július és augusztus, a leghidegebb pedig december.
| Hónap                         | Jan. | Feb.  | Már. | Ápr. | Máj. | Jún. | Júl. | Aug. | Szep. | Okt. | Nov. | Dec.  | Év    |
| ----------------------------- | ---- | ----- | ---- | ---- | ---- | ---- | ---- | ---- | ----- | ---- | ---- | ----- | ----- |
| Rekord max. hőmérséklet (°C)  | 23,3 | 27,8  | 31,1 | 32,2 | 34,4 | 33,3 | 35,6 | 32,8 | 35,0  | 35,0 | 24,4 | 21,1  | 35,6  |
| Átlagos max. hőmérséklet (°C) | 11,1 | 11,7  | 12,2 | 12,8 | 15,0 | 16,7 | 18,3 | 18,3 | 18,3  | 16,1 | 12,8 | 10,6  | 14,5  |
| Átlaghőmérséklet (°C)         | 7,8  | 8,1   | 8,9  | 9,5  | 11,7 | 13,7 | 15,0 | 15,0 | 14,5  | 12,0 | 9,5  | 7,5   | 11,1  |
| Átlagos min. hőmérséklet (°C) | 4,4  | 4,4   | 5,6  | 6,1  | 8,3  | 10,6 | 11,7 | 11,7 | 10,6  | 7,8  | 6,1  | 4,4   | 7,7   |
| Rekord min. hőmérséklet (°C)  | −8,3 | −10,0 | −2,8 | −2,2 | 0,6  | −5,6 | −3,9 | 1,1  | 1,1   | −2,2 | −6,7 | −18,0 | −18,0 |
| Átl. csapadékmennyiség (mm)   | 259  | 200   | 199  | 131  | 86   | 50   | 13   | 16   | 40    | 120  | 260  | 283   | 1657  |
| Forrás: The Weather Channel   |      |       |      |      |      |      |      |      |       |      |      |       |       |

## Népesség

### 2010
A 2010-es népszámláláskor a városnak 15 967 lakója, 6950 háztartása és 3991 családja volt. A népsűrűség 581,7 fő/km2. A lakóegységek száma 7542, sűrűségük 274,8 db/km2. A lakosok 87,1%-a fehér, 0,6%-a afroamerikai, 2,6%-a indián, 1,4%-a ázsiai, 0,3%-a a Csendes-óceáni szigetekről származik, 2,8%-a egyéb, 5,2%-a pedig kettő vagy több etnikumú. A spanyol vagy latino származásúak aránya 7,6% (6,2% mexikói, 0,2% Puerto Ricó-i, 0,1% kubai, 1,2% egyéb spanyol vagy latino származású.)
A háztartások 25,9%-ában élt 18 évnél fiatalabb. 40,2% házas, 12,1% egyedülálló nő, 5,1% egyedülálló férfi, 42,6% pedig nem család. 33,6% egyedül élt; 14,8%-uk 65 éves vagy idősebb. Egy háztartásban átlagosan 2,27 személy élt; a családok átlagmérete 2,82 fő.
A medián életkor 41,6 év volt. A város lakóinak 20,3%-a 18 évesnél fiatalabb, 7,1% 18 és 24 év közötti, 19,2%-uk 25 és 44 év közötti, 27,3%-uk 45 és 64 év közötti, 19,1%-uk pedig 65 éves vagy idősebb. A lakosok 48,5%-a férfi, 51,5%-a pedig nő.

### 2000
A 2000-es népszámláláskor  a városnak 15 374 lakója, 6497 háztartása és 4028 családja volt. A népsűrűség 560,1 fő/km2. A lakóegységek száma 7094, sűrűségük 258,4 db/km2. A lakosok 90,75%-a fehér, 0,37%-a afroamerikai, 2,27%-a indián, 1,44%-a ázsiai, 0,31%-a a Csendes-óceáni szigetekről származik, 1,35%-a egyéb-, 3,51%-a pedig kettő vagy több etnikumú. A spanyol vagy latino származásúak aránya 4,49% (3,5% mexikói, 0,1% Puerto Ricó-i,  0,9% pedig egyéb spanyol/latino származású.)
A háztartások 27,1%-ában élt 18 évnél fiatalabb. 46,3% házas, 11,6% egyedülálló nő; 38% pedig nem család. 30,7% egyedül élt; 12,9%-uk 65 éves vagy idősebb. Egy háztartásban átlagosan 2,29 személy élt; a családok átlagmérete 2,83 fő.
A város lakóinak 22,6%-a 18 évesnél fiatalabb, 9,2% 18 és 24 év közötti, 25,2%-uk 25 és 44 év közötti, 23,8%-uk 45 és 64 év közötti, 19,2%-uk pedig 65 éves vagy idősebb. A medián életkor 40 év volt. Minden 100 nőre 94,4 férfi jut; a 18 évnél idősebb nőknél ez az arány 90,8.
A háztartások medián bevétele 31 212 amerikai dollár, ez az érték családoknál $38 721. A férfiak medián keresete $32 324, míg a nőké $22 192. A város egy főre jutó bevétele (PCI) $18 158. A családok 16,5%-a, a teljes népesség 12,7%-a élt létminimum alatt; a 18 év alattiaknál ez a szám 21%, a 65 évnél idősebbeknél pedig 9,9%.

## Városvezetés
Coos Bay a városkezelési feladatok ellátására egy menedzsert alkalmaz. A polgármestert és a hat képviselőt négy évre választják meg. A település maga működteti könyvtárát, közműveit, rendőrkapitányságát és tűzoltóságát, amely két állandó és egy kiegészítő állomásból áll.
A helyiségben van a coos- alsó-umpqua- és siuslaw indiánok érdekképviseletéért felelős szervezet székhelye.

### Politika
A helyi lakosság nagy része mindig is demokrata párti szavazó volt; a helyi szavazókörök mindegyikében 2008-ban és 2012-ben is Barack Obama nyert.
A várost a képviselőházban a demokrata Peter DeFazio, az állami törvényhozásban pedig a szintén demokrata Arnie Robian és Caddy McKeown képviselik.

## Infrastruktúra

### Oktatás

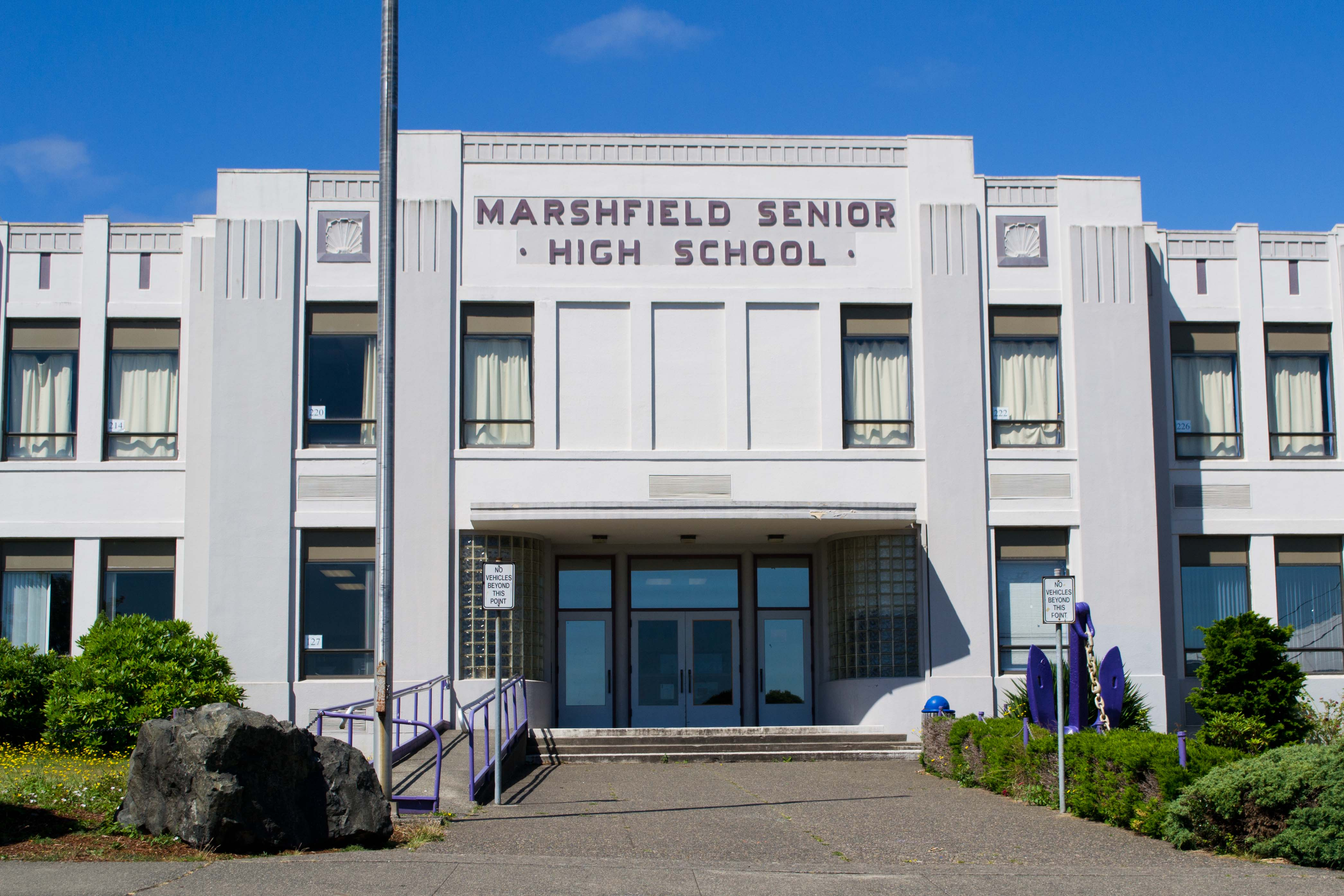
Marshfield Senior High School

A városnak egy általános- (Blossom Gulch Elementary School) és kettő középiskolája (Madison Intermediate School és Sunset Middle School), valamint egy gimnáziuma (Marshfield High School) és kettő előkészítő intézménye (Harding Learning Center és Resource Link Charter School) van, amelyek a Coos Bay-i Iskolakerület alá tartoznak.
A településen található a duális képzéseket is indító Délnyugat-oregoni Közösségi Főiskola, valamint a közeli Charlestonban van az Oregoni Egyetem Tengerbiológiai Intézetének 0,4 négyzetkilométer alapterületű mérőállomása, amely 1931-ben került az egyetemhez.

### Egészségügy
Az oregoni partvidék városai közül Coos Bayben van a legtöbb orvosi ellátóhely, egyben regionális központként is működik. Itt található a partvidék legnagyobb kórháza, a 172 ággyal rendelkező, és a tervek szerint kilencezer négyzetméterrel bővítendő Bay Area Hospital. Egyéb városi rendelők és kórházak a North Bend Medical Center, Oregon Coast Spine Institute, Bay Clinic, South Coast Center for Cosmetic Surgery, South Coast Orthopedic Associates és a Southwest Physical Therapy.

### Közlekedés

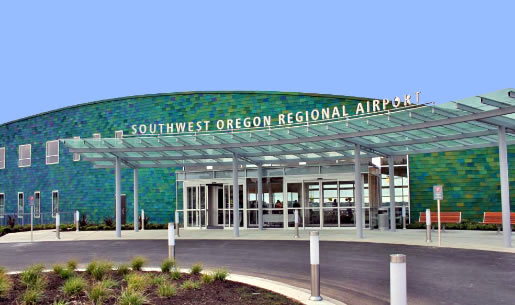
A repülőtér

#### Autóbusz
A Porter Stage Lines Ontario felé közlekedő járatai a településről indulnak; megállási rendjükkel Eugene-ben átszállási lehetőséget biztosítanak az Amtrak vonataira és a Greyhound Lines autóbuszaira is.
A North Bend felé való eljutást a Coos County Area Transit (CCAT) 54 megállóval rendelkező körjárata biztosítja.

#### Vasút és vízi közlekedés
A város kikötője forgalmát tekintve a portlandi után Oregon második legnagyobbika; valamint innen indulnak a Coos Bay Rail Link járatai, amelyek a kikötőből Eugene-on át a fővonalig közlekednek.

#### Légi közlekedés
A közeli North Bendben fekszik a Délnyugat-oregoni regionális repülőtér, amely Oregon ötödik-, valamint a partividék legnagyobbika.

### Megújuló energia
A New Jersey-i Penningtonban működő Ocean Power Technologies itt tervezi létrehozni 100 megawatt teljesítményű turbinaparkját, amely a világ legnagyobb teljesítményű ilyen létesítménye lesz.

### Parkok és pihenés

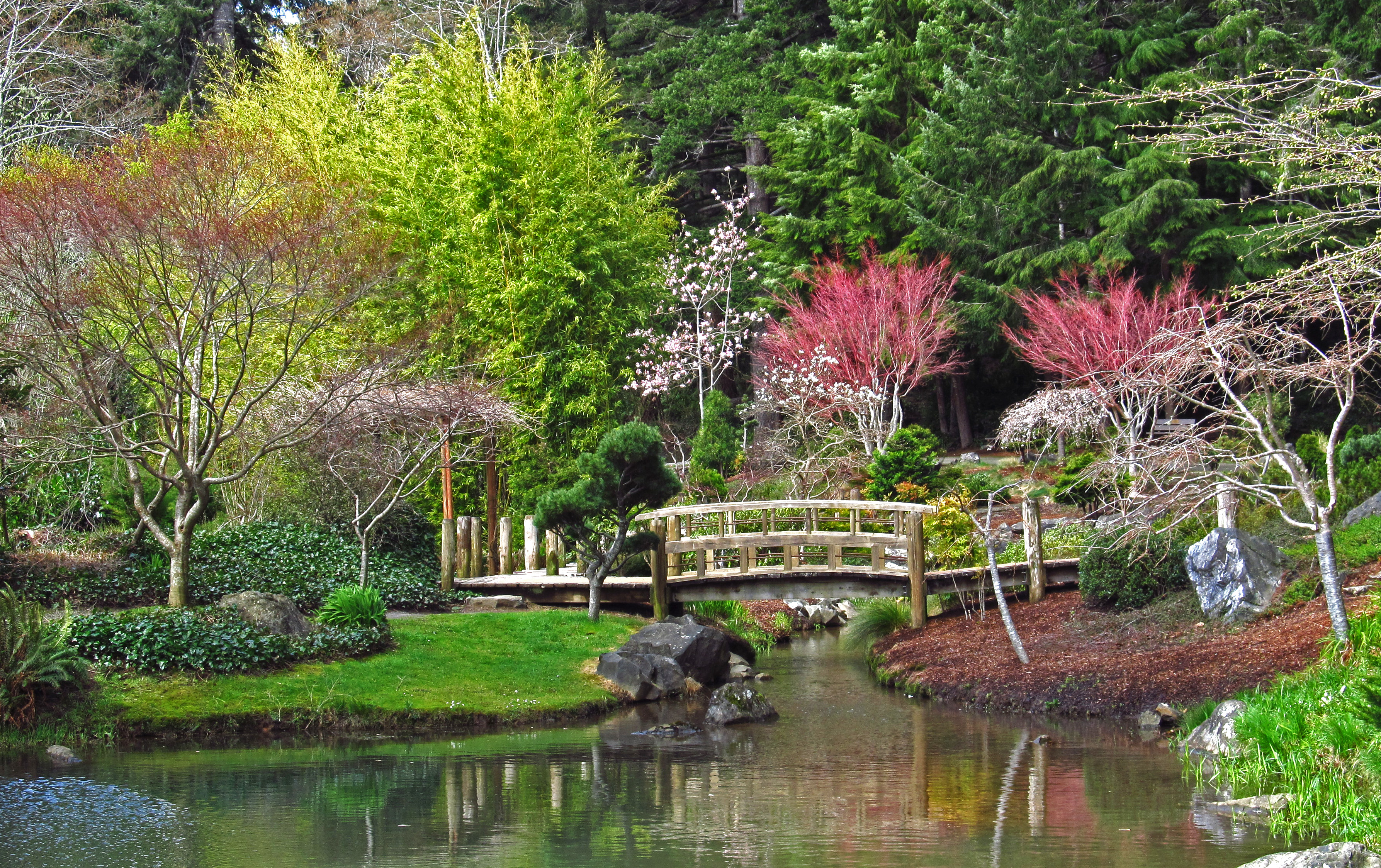
Japánkert

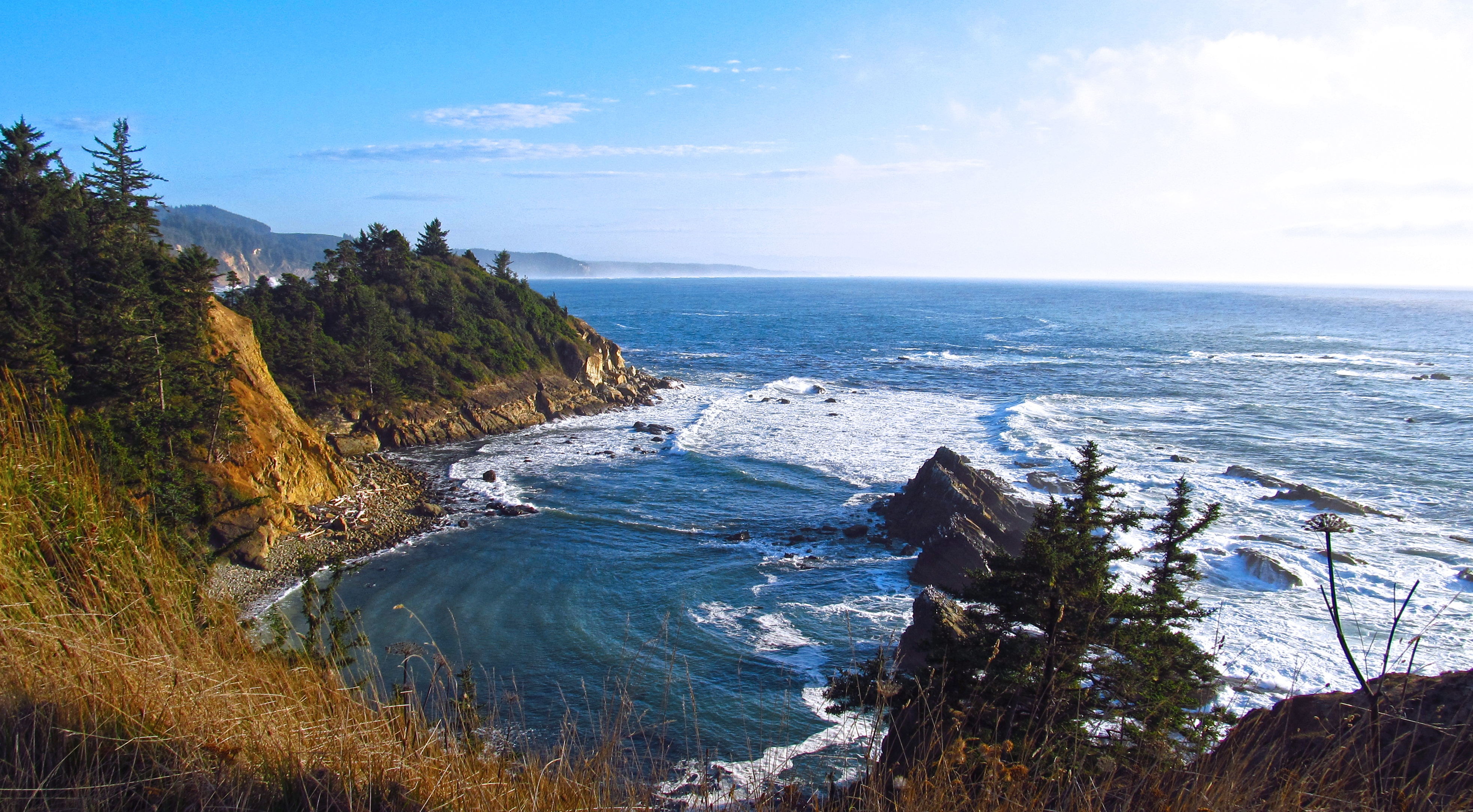
Az Arago-csúcs

A belvárostól nem messze lévő Mingus Park kacsák és ludak lakta tava körül egy 1,6 km kiterjedésű sétányt építettek. A településen nyaranta egy úszómedence és egy amfiteátrum is üzemel. A parktól északra lévő erdőben egy 18 lyukas repülőkorong-pálya található; a park délkeleti oldalán gördeszkapark és teniszpályák, a délnyugati részén játszótér, a keleti felén pedig softballpálya található.
A helyiség északnyugati részén van a 49 hektáros, a Birodalmi-tavakat körbevevő védett területű John Topits Park, ahol kajak-kenuzásra és más, motor nélküli járművek használatára van lehetőség. A tavat 8,9 kilométer kiterjedésű gyalogos- és kerékpáros útvonal veszi körbe. A Birodalmi-tavakban sügérek, naphalak és harcsák, a környező területeken pedig vízimadarak élnek.
A Coos-öbölben található az évente másfél millió látogatót vonzó Oregon Dunes National Recreation Area, valamint számos, az óceánpart mentén kijelölt park és pihenőhely. A közeli parkok és pihenőhelyek még a Bastendorf Beach County Park, a Yoakam Point State Park, a Sunset Bay State Park, a Shore Acres State Park és a Cape Arago State Park. A várostól 18 km-re délnyugatra van a South Slough National Estuarine Research Reserve és 40 km-re a Golden and Silver Falls State Natural Area.

## Látnivalók

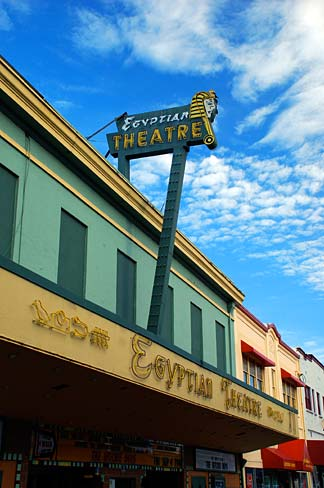
Az Egyiptomi Színház

A belvárosban lévő Coos Művészeti Múzeum 1950 óta működik a korábbi postahivatal helyén. A 477 állandó gyűjteménnyel és más, cserélődő kiállításokkal rendelkező intézmény tárlatvezetést, előadásokat és közösségi programokat is szervez.
2015 nyarán a part mentén kijelölt 1,2 hektáros területen nyílt meg az 1000 négyzetméter alapterületű Coos Történelmi- és Tengerészeti Múzeum.
A Front Streeten 1882 óta működik a fakitermeléshez használatos berendezések gyártásával foglalkozó Coos Bay Iron Works; a vállalat által használt szerszámok némelyike az ipari forradalom korából származik.
Az Egyiptomi Színház az azonos nevű építészeti stílus népszerűsége idején épült, és Oregon egyetlen olyan színháza, ahol még megvan az eredeti orgona. Az 1925-ben épült házat 2005-ben bezárták, de egy nonprofit szervezet kezelésében rövid idő után újra kinyitott. 2011-ben újra bezárták, majd a megmentésére létrejött szervezete és az önkormányzat fejlesztési ügynöksége elég forrást gyűjtött ahhoz, hogy 2014 júniusában újrainduljon.
1978 óta július utolsó két hetében rendezik meg az Oregon Coast Music Festivalt, ahol helyi, országos és nemzetközi előadók is fellépnek; az eseménysorozaton indián- és kelta dalok mellett, dzsessz, kamarazene és egy 80 tagú zenekar is hallható.
1982 óta augusztusban, a történelmi Marshfield negyedben tartják a Blackberry Arts Festivalt, ahol helyi művészek és -kézművesek állítják ki tárgyaikat, valamint szórakoztató műsorok is láthatók.

## Média

### Rádió
| Középhullám (AM)      | Középhullám (AM)                 | Középhullám (AM)            |
| Frekvencia [kHZ]      | Hívójel                          | Tematika                    |
| --------------------- | -------------------------------- | --------------------------- |
| 630                   | KWRO                             | kereskedelmi                |
| 700                   | KGRV                             | keresztény                  |
| 1030                  | KDUN                             | kereskedelmi                |
| 1230                  | KHSN                             | kereskedelmi                |
| 1340                  | KBBR                             | kereskedelmi                |
| 1420                  | KMHS                             | gimnáziumi                  |
| Ultrarövidhullám (FM) |                                  |                             |
| Frekvencia [MHz]      | Hívójel                          | Tematika                    |
| 88,5                  | KSBA (Jefferson Public Radio)    | hírek, felnőtt kortárs zene |
| 89,1                  | KSOR (Jefferson Public Radio)    | hírek, klasszikus zene      |
| 90,9                  | KJCH                             | keresztény                  |
| 91,3                  | KMHS-FM                          | gimnáziumi                  |
| 91,7                  | K219CK (a KEAR-FM átjátszóadója) |                             |
| 92,9                  | KDCQ                             | kereskedelmi                |
| 94,9                  | KTEE                             | kereskedelmi                |
| 95,7                  | KTEE                             | kereskedelmi                |
| 97,3                  | KSHR-FM                          | kereskedelmi                |
| 98,7                  | KYTT                             | keresztény                  |
| 99,5                  | KJMX                             | kereskedelmi                |
| 100,3                 | KJMX                             | kereskedelmi                |
| 102,1                 | KVIP                             | keresztény                  |
| 105,9                 | KLJN                             | kereskedelmi                |
| 107,3                 | KOOS                             | kereskedelmi                |
| 107,7                 | KOOS                             | kereskedelmi                |

### Televízió
| Csatorna | Hívójel                           | Tulajdonos  | Város       |
| -------- | --------------------------------- | ----------- | ----------- |
| 11       | KCBY (a KVAL-TV átjátszóadója)    | CBS/This TV | Eugene      |
| 14       | K14MQ-D (a KLSR-TV átjátszóadója) | FOX         | Eugene      |
| 17       | K17AA (a KEPB átjátszóadója)      | PSB/OPB     | Eugene      |
| 23       | KMCB (a KMTR átjátszóadója)       | NBC         | Eugene      |
| 27       | K27CL-D (a KEZI átjátszóadója)    | ABC         | Eugene      |
| 36       | K36BX (a KOBI átjátszóadója)      | NBC         | Medford     |
| 44       | K44FH-D (a KBLN-TV átjátszóadója) | 3ABN        | Grants Pass |

### Újság
A város napilapja a The World, amelyet hétfőtől csütörtökig 5500, szombaton pedig 6500 példányban adnak ki.

## Híres személyek
- Armin D. Lehmann – a Hitlerjugend küldönce, aki a nácik végnapjait Hitler bunkerében töltötte[60]
- Theodore Harmon „Buddy” Hayes – zenész[61]
- Claire Falkenstein – szobrász[62]
- George Whitty – Grammy-díjas zenész[63]
- Irina Walker – I. Mihály román király lánya[64]
- Jeff Whitty – Tony-díjas drámaíró[65]
- Mark Helfrich – egyetemi labdarúgóedző[66]
- Mel Counts – kosárlabda-játékos[67]
- Sheila Bleck – testépítő[68]
- Steven G. Neal – történész és újságíró[69]
- Steve Prefontaine – olimpikon hosszútávfutó[70]

## Testvérváros
- Choshi, Japán[71]

## Fordítás
Ez a szócikk részben vagy egészben  a   Coos Bay, Oregon című angol Wikipédia-szócikk ezen változatának fordításán alapul.  Az eredeti cikk szerkesztőit annak laptörténete sorolja fel. Ez a jelzés csupán a megfogalmazás eredetét és a szerzői jogokat jelzi, nem szolgál a cikkben szereplő információk forrásmegjelöléseként.